# الصناعات الحرفية في تاريخ قطر
عرفت قطر بعض الصناعات الحرفية منذ عصور قديمة، وكانت الصناعات القطرية في تلك الحقب تقوم على عدد من الحرف والصناعات المحدودة التي دعت إليها الحاجة لتحقيق بعض الأغراض الوقائية والمعيشية، كالدفاع عن النفس والعشيرة.

## تطور الصناعات في تاريخ قطر
عرفت قطر بعض الصناعات الحرفية منذ عصور قديمة، وكانت الصناعات القطرية في تلك الحقب تقوم على عدد من الحرف والصناعات المحدودة التي دعت إليها الحاجة لتحقيق بعض الأغراض الوقائية والمعيشية، كالدفاع عن النفس والعشيرة، وتلبية مطالب الحياة الملحة. ولم تكن هذه الصناعات مبنية على نظريات علمية تطبيقية، بل كانت تقليدا للطبيعة.

## أهم الصناعات الحرفية في تاريخ قطر
وجدت في قطر صناعات حرفية عديدة، أهمها:

### صناعة المنسوجات
تعد المنسوجات القطرية من الصناات التي تمتد جذورها إلى عصور قديمة؛ حيث برع ذفيها القطريون منذ القدم، ونالت منسوجاتهم شهرة واسعة في عواصم البلدان الإسلامية غيرها من البلدان. وشجع على قيام صناعة المنسوجات وفرة المواد الخام من القطن والصوف في البيئة القطرية، ووفرة المواد المستوردة، إضافة غلى توفر الأصباغ التي تستعمل غي هذا الشأن. وتعد الفوه من النباتات التي تستخرج من اللون الأزرق، ونبات الزعفران الذي يستخرج منه اللون الأصفر. وقد امتدت شهرة منسوجات قطر إلى العصر الإسلامي، وقد روي أن النبي محمد ارتدى المنسوجات القطرية؛ وهذا ما ذكر من حديث أنس بن مالك حيث قال:
| الصناعات الحرفية في تاريخ قطر | خرج النبي صلى الله عليه وسلم متوكئاً على أسامة، وعليه بردٌ قِطري | الصناعات الحرفية في تاريخ قطر |

كما عرف عن الخليفة الثاني عمر بن الخطاب ارتداؤه المنسوجات القطرية؛ ففي حديث عاصم قال:
| الصناعات الحرفية في تاريخ قطر | خرجت مع أهل المدينة في يوم عيد، فرأيت عمر بن الخطاب رضي الله عنه يمشي حافيا مشرفاً على الناس كأنه على دابة ببرد قِطري | الصناعات الحرفية في تاريخ قطر |

### صناعاة الأسلحة
عرفت قطر صناعة الأسلحة منذ القدم؛ حيث اشتهرت مناطق الخط، ومنها قطر، بصناعة الأسلحة. ومن أبرز من اشتهر عن هذا الإقليم صنعة الرماح التي نسبت إليه وسميت باسمه “الرماح الخطية”. وعرفت هذه الرماح بجودتها؛ ويؤكد ذلك ما ذكره البكري حين اشار إلى أن رماح الخط جيدة، إما تكون من الخط، أو هندية أحدثت صقلا. ولم تكن الرماح الصناعة التي اشتهرت في قطر قديماً، بل اشتهرت أيضاَ صناعة الأسلحة الأخرى، ومن أمثلتها السيوف التي كانت مزدهرة فيها، وكذلك السهام. وما زال متحف قطر الوطني يحتفظ برؤوس سهم وسيف حديدي.

### صناعة الفخار الخزف
ازدهرت صناعة الفخار والخزف في قطر على مر العصور، وشجع على قيامها وفرة المادة الخام اللازمة لها والمنتشرة في كثير من المناطق، فضلاً عن وفرة الأكاسيد الضرورية لهذا الصناعة، مثل الرصاص. وتعد الأدوات المنزلية من أهم المنتجات الخزفية والفخارية، سواء الخاصة بلمياه، كالجرار والكيزان، أو تلك التي تستخدم للأطعمة كالصحون وغيرها
وقد أشارت التقارير الأثرية إلى وجود مخلفات للفخار والخزف في قطر طوال العصور التاريخية القديمة. وعثر على جرة في موقع «شقرة» ويقايا أوان فخارية في موقع «بن غنام» تعود إلى العصر الجاهلي، وهذه الأدوات محفوظة في متحف قطر الوطني. وقد عثر على بعض الأدوات في عدد من المواقع القطرية تعود إلى العصر الإسلامي، ومن بين تلك الأدوات جرار مياه.
ويبدو أن صناعة الفخار في تاريخ قطر قد مرت بمراحل من التطور؛ فبعد العثور على الفخار الأحمر شديد الاختراق، عثر عى شقاف فخار عبارة عن طاسات مطلية باللونين الأحمر والأسود في موقع «رأس عوينات»، وهي المرة الأولى التي يعثر فيها على هذا النوع من الفخار. كما عرفت قطر صناعة الخزف منذ القدم، ففي موقع «المزروعة» وجدت بعض الشقاف الخزفية وجاءت مشابهة للخزف الساساني، وحدد تاريخها من القرن الثاني قبل الميلاد والقرن السابع الميلادي بحسب ما جاء في تقارير البعثة الدنماركية.